# Eduardo Wigutow
Eduardo Wigutow (Buenos Aires, Argentina; 1938-Ibidem; 25 de noviembre de 2020) fue un actor argentino de cine, teatro y televisión.

## Carrera
Desde 1958 hasta 1962, estando aún muy joven, estudió  contaduría en la Facultad de Ciencias Económicas (UNICEN), aunque nunca pudo recibirse.
Fue un destacado actor de reparto de la escena nacional argentina. En cine trabajó en las películas El amigo alemán, El abrazo partido, Algún lugar en ninguna parte, Dormir al sol, Esperando al Mesías, 18-J, América mía (Frontera Sur), La estrella roja, Las lágrimas de Thays, Suspiros del corazón, Tango y asesinato, entre otras.
En teatro formó parte de las obras Oh Dios mío, Enemigos... una historia de amor, George West, El Dios de la venganza, No es fácil ser judío, Nunca hay sol, Mirele Efros, Mustafá, Bienvenido Señor Mayer, El capo, El casamiento de Gardel y Eramos tan cómicos.
En televisión participó de las ficciones Cien días para enamorarse, El puntero, Casi ángeles, Amor mío, Sos mi vida, Acompañantes, Alma pirata, Vientos de agua, Numeral 15, Padre Coraje, Laura y Zoe, 22 el loco, Son amores, 099 Central, entre otras.
En tanto actor de publicidad grabó comerciales para reconocidas marcas como Brahma, Samsonite, Milka, Personal, Vodafone, Speedy, Tarjeta Naranja, Visa, Movistar e YPF.
Wigutow falleció a los 82 años de edad tras complicaciones naturales en sus salud, según informó la Asociación Argentina de Actores.

## Filmografía
- 2012: El amigo alemán como el Conserje nocturno
- 2010: Dormir al sol como Félix Ramos
- 2009: Algún lugar en ninguna parte como José / Hombre Micro
- 2006: Suspiros del corazón
- 2004: 18-j como Mauricio
- 2004: El abrazo partido como Moshe Levin
- 2002: Assassination Tango Abuelo de Orlando
- 2000: Esperando al mesías como Moshé Levin
- 1998: Diario para un cuento
- 1998: Frontera sur como Durán
- 1998: Cuentos para narrar

## Televisión
- 2018: Cien días para enamorarse
- 2011: El puntero
- 2010: Casi ángeles
- 2006: Vientos de agua
- 2006: Sos mi vida
- 2006: Ringtone
- 2006: Alma pirata
- 2005: Amor mío
- 2004: Epitafios como Encargado del edificio
- 2004: Padre Coraje como Orfel Mariani
- 2003: Son amores
- 2002: 099 Central
- 2001: 22 el loco
- 1998: Laura y Zoe

## Teatro
- Oh Dios mío.
- Enemigos... una historia de amor.
- George West.
- El Dios de la venganza.
- No es fácil ser judío.
- Nunca hay sol.
- El Dios de la venganza
- Mirele Efros.
- Mustafá.
- Bienvenido Señor Mayer.
- El capo.
- El casamiento de Gardel.
- Eramos tan cómicos.